# Октябрьское (Ровенский район)
Октябрьское (нем. Jost) — исчезнувшее село в Ровенском районе Саратовской области.
Село находилось в Заволжье, на левом берегу Волги.

## История
Основано как немецкая колония в 1767 году. Согласно большой Саратовской энциклопедии первые поселенцы - 148 иммигрантов из Саксонии, согласно В.Ф. Дизендорфу основатели – 73 семьи из Саксонии, Пруссии, Гессен-Дармштадта и Бранденбурга. Немецкое название «Иост» — по фамилии первого старосты, также была известна как «Обернберг» (последнее название дано вызывателем). Официальное русское название — Поповкина. Вызывательская колония Леруа и Питета. В 1774 году разграблена пугачёвцами.
В 1910 году в колонии имелись земская и приходская школы, функционировали паровая и четыре ветряных мельницы, маслобойня. Колония относилась к Степновской волости Новоузенского уезда Самарской губернии.
В голод 1921 года родилось 80 человек, умерло 147. В 1926 году имелись сельсовет, машинное товарищество, начальная школа. С 1922 года — в составе Вольского (впоследствии переименован во Куккусский) кантона АССР немцев Поволжья.
В 1927 году в связи с ликвидацией Вольского (Куккуского) кантона включено в состав Зельманского кантона. В том же году постановлением ВЦИК «Об изменениях в административном делении Автономной С.С.Р. Немцев Поволжья и о присвоении немецким селениям прежних наименований, существовавших до 1914 года» селу Поповкино Зельманского кантона возвращено название Иост. В 1935 году передано в состав вновь образованного Куккуского кантона.
28 августа 1941 года был издан Указ Президиума ВС СССР о переселении немцев, проживающих в районах Поволжья. Немецкое население было депортировано в северные районы Казахской ССР. После ликвидации АССР немцев Поволжья село, как и другие населённые пункты Куккусского кантона, было включено в состав Саратовской области, переименовано в село Октябрьское.
В результате заполнения Волгоградского водохранилища, западная часть села была затоплена.
Дата исключения из числа населённых пунктов не установлена.

## Население
Динамика численности населения по годам:
| 1767 | 1773 | 1788 | 1798 | 1816 | 1834 | 1850 | 1859 | 1889 | 1897 | 1904 | 1910 | 1920 | 1922 | 1926 | 1931 |
| ---- | ---- | ---- | ---- | ---- | ---- | ---- | ---- | ---- | ---- | ---- | ---- | ---- | ---- | ---- | ---- |
| 232  | 219  | 154  | 264  | 343  | 548  | 937  | 1122 | 1215 | 1399 | 2200 | 2207 | 1826 | 1400 | 1356 | 1658 |